# Cerodontha duplicata
Cerodontha duplicata är en tvåvingeart som beskrevs av Spencer 1961. Cerodontha duplicata ingår i släktet Cerodontha och familjen minerarflugor. Inga underarter finns listade i Catalogue of Life.